# Cnemaspis tubaensis
Cnemaspis tubaensis — вид ящірок з родини геконових (Gekkonidae). Описаний у 2020 році.

## Поширення
Ендемік Малайзії. Поширений лише на острові Туба, третьому за площею острові архіпелагу Лангкаві в Андаманському морі, поблизу західного берега Малайського півострова, що адміністративно належить до штату Кедах.